# XXIX. Armeekorps (Wehrmacht)
Das XXIX. Armeekorps war ein Großverband der deutschen Wehrmacht, der im Zweiten Weltkrieg von 1941 bis 1944 an der südlichen Ostfront eingesetzt wurde. Das Kriegsende erlebte das Kommando im Mai 1945 im Raum des Protektorates Böhmen und Mähren.

## Geschichte
Das Generalkommando XXIX. Armeekorps wurde am 20. Mai 1940 im Wehrkreis IV (Dresden) aufgestellt. Es lag von Juli 1940 bis Februar 1941 in Nordfrankreich und von März 1941 bis zum Beginn des Krieges gegen die Sowjetunion im Generalgouvernement.

### 1941
Das Korps wurde ab April 1941 in Vorbereitung auf die Operation Barbarossa zur 17. Armee versetzt. Im Mai wurde das Kommando der 6. Armee unterstellt und umfasste die 111., 299. und 56. Infanteriedivision.
Am 22. Juni 1941 erfolgte der Angriff der Panzergruppe 1 mit drei Stoßkeilen: rechts mit dem XXXXVIII mot. Korps, in der Mitte das XXIX. Armeekorps (44., 289. und 299. Infanterie-Division) und links das III. Armeekorps (mot.). Das IR 528 der 299. Infanterie-Division ging zwischen Sychtory und Starograd über den Bug. Bis zum Abend gelang es, 14 km tief in Richtung auf Kowel vorzugehen. Schwere Kämpfe folgten im Zusammenwirken mit der 16. Panzerdivision in der Panzerschlacht bei Dubno. Am Morgen des 28. Juni löste die 44. Infanterie-Division die 11. Panzerdivision bei Dubno ab und kämpfte bis Ende Juni mit dem sowjetischen 36. Schützenkorps. Der weitere Vormarsch des XXIX. A.K. erfolgte über Berditschew auf das westliche Vorfeld von Kiew, dessen Befestigungen Anfang September 1941 im Zusammenwirken mit dem XVII. Armeekorps angegriffen wurde. Am 11. September begannen die 296. und 71. Infanterie-Division den Angriff auf Kiew, der von der 44., 111. und 299. Infanterie-Division unterstützt wurde. Am 19. September drangen die deutschen Truppen von Norden her in die Stadt ein. Dabei spielte die 296. Infanterie-Division eine bedeutende Rolle. Am 19./20. September 1941 wurde Kiew vom XXIX. Armeekorps besetzt, das mit teils neuen Verbänden (75., 57., 168. Infanterie-Division) organisierte Korps wurde im Oktober nach Belgorod vorgeschoben, wo Winterstellungen eingenommen wurden.

### 1942
Im Frühjahr 1942 am nördlichen Flügel der 6. Armee im Raum Belgorod eingesetzt, nahm das Korps im Juli 1942 am Unternehmen Blau beim Vormarsch über den Donez zum Don teil. Im August wurde das Korps in die Reserve der Heeresgruppe B versetzt und dann der italienischen 8. Armee als Stütze zugewiesen. Im Raum Kasanskaja am Don eingesetzt, waren dem Korps die Division „Torino“, die deutsche 62. Infanterie-Division und die Division „Sforzesca“ unterstellt, es bildete den rechten Flügel der 8. Armee und hielt die Verbindung mit der rechts eingesetzten rumänischen 3. Armee aufrecht. Nachdem die 62. I.D. Ende November zur neu gebildeten Armeegruppe Hollidt verlegt wurde, blieben dem deutschen Generalkommando nur italienische Einheiten unterstellt.
Bis zum 10. Dezember trafen dann wieder deutsche Verstärkungen ein, welche vor allem beim benachbarten italienischen II. Armeekorps eingesetzt wurden: zwei Regimenter der 385. Infanterie-Division, die schwache 27. Panzerdivision, das Grenadierregiment 318 der 213. Sicherungs-Division, das Polizeiregiment 14 und mehrere Kompanien Panzerjäger.
Am 16. Dezember 1942 begann die Rote Armee eine Gegenoffensive am mittleren Don, die sowjetische 6. Armee (Generalleutnant F. M. Charitonow) und 1. Gardearmee (Generalleutnant W. I. Kuznezow) konnte im Zuge der Schlacht von Stalingrad die italienische 8. Armee zerschlagen. Das XXIX. A.K. bekam das zerschlagene italienische XXXV. Korps unterstellt und organisierte mit Teilen der Brigade Schuldt, der 298. Infanterie-Division und Resten der italienischen Divisionen Celere und Sforzesca den Rückzug in den Raum nordöstlich von Millerowo. Die Reste des Korps zogen sich auf den Ort Ternowskaja hinter die Kalwita zurück, das Generalkommando wurde dann in den Süden der Ostfront zur schwer bedrängten Armeeabteilung Hollidt verlegt.

### 1943
Im südlichen Teil der Ostfront übernahm das XXIX. A.K. einen Abschnitt am Don bei Nowotscherkassk und deckte die Rückzugsbewegung der 1. Panzerarmee zum Mius-Abschnitt. Das Korps wurde im April 1943 mit der 16. mot., 16. Luftwaffen- und 336. Infanterie-Division der neu formierten 6. Armee unterstellt. Bei diesen Kämpfen gelang es dem rechten Flügel der sowjetischen Südfront, einen Brückenkopf am westlichen Ufer des Mius zu errichten, während das XXIX. A.K. gegenüber der sowjetischen 28. und 44. Armee standhalten konnte.
Am 18. August begann die sowjetische Donbass-Operation gegen die deutsche 6. Armee. Innerhalb weniger Tage durchbrachen die sowjetischen Panzertruppen die deutschen Linien und bogen anschließend nach Süden zum Asowschen Meer ab.
Dem Korps wurde befohlen, seine rückwärtigen Dienste nach Mariupol abzuschieben, und es versammelte unter dem Kommando von General der Infanterie Mieth Truppen für einen Gegenangriff. Als sich am 27. August die Einschließung des XXIX. Armeekorps (mit 17. und 111. Infanterie-Division und 13. Panzer-Division) abzeichnete, ergriff das Oberkommando Gegenmaßnahmen. Die 111. Infanterie-Division (Generalleutnant Hermann Recknagel) konnte unter großen Verlusten einen Korridor in Richtung Mariupol-Melitopol brechen. Die dem Korps unterstellte 13. Panzer-Division führte den Durchbruchsversuch, am 31. August waren vier Divisionen des XXIX. Armeekorps auf einer Fläche von etwa 25 km² zusammengedrängt, die unter sowjetischen Artilleriebeschuss lag. Südlich Konkowo gelang der Ausbruch, in der Nacht setzten sich die Truppen zusammen mit dem Korps Mieth nach Westen ab. Erst hinter den Jelantschik wurde neu organisiert, dann am Kalmius die „Schildkröten-Stellung“ und am 19. September die Stellung bei Melitopol bezogen. Das Korps zog sich während der Schlacht am Dnjepr im Oktober als Teil der Heeresgruppe A zurück und kämpfte ab November 1943 im Raum südlich des Brückenkopfs Nikopol als Teil der Gruppe Schörner.

### 1944
Im Frühjahr 1944 hielt das Korps im Rahmen der 6. Armee zusammen mit dem IV. Armeekorps weiterhim im Dnjepr-Brückenkopf von Nikopol und ging im März in den Raum südwestlich von Uman zurück, wo es von der sowjetischen Uman-Botoșaner Offensive erfasst wurde. Bis zum 12. März erreichten sowjetische Truppen den Raum südlich von Snigirjowka und schnitten dadurch die Rückzugswege der deutschen 6. Armee nach Westen ab. Etwa 13 Divisionen sahen sich im Raum westlich von Beresnegowatoe–Snigirjowka zwischen Ingulez und Ingul abgeschnitten.
Die Masse der 8. Gardearmee kämpfte im Raum Baschtanka und Wladimirowka gegen das deutsche XXIX. Armeekorps. Bei den Abwehrkämpfen wurde das Korps zwischen Ponjatowka und Bakalowo kurzfristig eingeschlossen. Unter Führung der 3. Gebirgs-Division gelang im Mai der Ausbruch über den Kutschurgan-Abschnitt zum Dnister.
Im Juni und Juli 1944 nahm das Korps mit der 9. Infanterie-Division, rumänischer 21. Inf.-Division und 4. Gebirgs-Division als Teil der rumänischen 3. Armee neue Stellungen im Raum Kischinew ein und wurde während der Operation Jassy-Kischinew nochmalig eingeschlossen. Die deutschen Truppen verteidigte am Westufer des Pruth an den Höhen von Leova in nördlicher Richtung. Sowjetische Panzer durchbrachen die rumänische Verteidigungslinie südlich von Tiraspol und brachen über Leova auf Bolgrad durch. Auf der rechten Flanke des Unterlaufes der Sereth verteidigten die Reste der 13. Panzerdivision, der 10. motorisierten Division und die 153. Feldausbildungs-Division. Am 25. August führte das XXIX Armeekorps (General der Artillerie von Bechtolsheim) erfolglose Gegenangriffe durch. Das gerettete Generalkommando wurde im September der Heeresgruppe Südukraine direkt unterstellt und zog sich mit den Resten der 8. Armee über die Hauptstraße von Buzău im Oktober nach Oberungarn zurück.

### 1945
Anfang 1945 nahm er das Armeekorps in der Westkarpatische Operation an der Abwehr der Angriffe der sowjetischen Offensive teil. Der linke Flügel der 2. Ukrainische Front eröffnete parallel zum Angriff der 4. Ukrainischen Front die Offensive aus Nordungarn und drang in das Slowakische Erzgebirge ein. Bis Mitte März verteidigte das Korps (15., 76. Infanterie-, 101. Jäger- und 24 ungarische Division) im Verband der 8. Armee am nördlichen Hron-Abschnitt und wurde Ende des Monats in der Bratislava-Brno-Operation angegriffen. Im April war das auf Olmütz zurückgedrängte Armeekorps (271. Infanterie-, 8. Jäger- und 19. Panzer-Division) der 1. Panzerarmee unterstellt.
Das Kriegsende Anfang Mai 1945 erfolgte in Mähren, wo das Generalkommando schließlich im Zuge der Prager Operation nach Iglau zurückgeworfen wurde und kapitulieren musste.

## Führung
Kommandierende Generale
- General der Infanterie Hans von Obstfelder 20. Mai 1940 – 21. Mai 1943
- General der Panzertruppen Erich Brandenberger Mai 1943 – 30. Juni 1944
- General der Artillerie Anton Reichard von Mauchenheim genannt Bechtolsheim 2. Juli 1944 – 1. September 1944
- General der Infanterie Kurt Röpke 1. September 1944 – Mai 1945

Chef des Stabes
- Oberst Ludwig Müller 1. Juni 1940 – 1. Oktober 1941
- Oberst Anton Reichard von Mauchenheim 1. Oktober 1941 – 23. Mai 1942
- Oberst Eberhard Kinzel 23. Mai 1942 – 11. November 1942
- Oberst Albrecht von Quirnheim 12. November 1942 – Mai 1944
- Oberstleutnant Theodor Mehring 25. Mai 1944 – 20. Dezember 1944
- Oberstleutnant Eimannsberger 20. Dezember 1944 – Mai 1945